# Hemswell
Hemswell är en ort och civil parish i Storbritannien.   Den ligger i grevskapet Lincolnshire och riksdelen England, i den sydöstra delen av landet, 210 km norr om huvudstaden London. Hemswell ligger 46 meter över havet och antalet invånare är 309.
Terrängen runt Hemswell är huvudsakligen platt. Hemswell ligger uppe på en höjd. Runt Hemswell är det ganska tätbefolkat, med 70 invånare per kvadratkilometer. Närmaste större samhälle är Scunthorpe, 19,4 km norr om Hemswell. Trakten runt Hemswell består till största delen av jordbruksmark.